# Hyaenodontipus
Hyaenodontipus (Хијаенодонтипус — „стопало хијаенодонта”) је изумрли ихнород плацентални сисара, из изумрле ихнопородице Sarjeantipodidae унутар изумрлог реда Hyaenodonta, који је у периоду касног еоцена настањивао подручје Европе.

## Етимологија назива
| Ихнород:       | Поријекло назива од:                                                                | Значење назива:      |
| -------------- | ----------------------------------------------------------------------------------- | -------------------- |
| Hyaenodontipus | - реда Hyaenodonta - и старогрчке ријечи пус (стгрч. πούς), која значи стопало или нога | стопало хијаенодонта |

| Ихноврста:   | Поријекло назива од:                                                                          | Значење назива:                     |
| ------------ | --------------------------------------------------------------------------------------------- | ----------------------------------- |
| H. praedator | - рода Hyaenodontipus - и латинске ријечи праедатор (лат. praedator), која значи ловац или грабежљивац | стопало хијаенодонтског грабежљивца |

## Опис
Hyaenodontipus praedator је назив за јединку непознате врсте сисара из реда Hyaenodonta, која је иза себе оставила добро очуване отиске стопала на простору фосилни локалитета у департману Гар у Француској. Могући кандидати међу знаним представницима реда Hyaenodonta који су могли оставити ове отиске су врсте из родова Hyaenodon и Pterodon.

## Систематика

### Класификација
| Ихноврста:                        | Распрострањеност фосила и локација: | Временски распон:      |
| --------------------------------- | ----------------------------------- | ---------------------- |
| †H. praedator (Ellenberger, 1980) | Француска (Окситанија)              | 37,8 до 33,9 мил. год. |